# روبرت لوس
روبرت لوس (بالإنجليزية: Robert Luce)‏ هو محامي وسياسي أمريكي، ولد في 2 ديسمبر 1862 في أوبورن في الولايات المتحدة، وتوفي في 7 أبريل 1946 في والثام في الولايات المتحدة. حزبياً، نشط في الحزب الجمهوري. وقد انتخب نائب حاكم ماساتشوستس ‏ (1912 – 7 يناير 1913) وانتخب عضو مجلس نواب ماساتشوستس وانتخب عضو مجلس النواب الأمريكي.